# Rivière du Gouffre
Rivière du Gouffre – rzeka we wschodniej Kanadzie, lewy dopływ Rzeki Świętego Wawrzyńca.
Rivière du Gouffre wypływa z jeziora Lac du Cœur w parku prowincjonalnym Les Hautes-Gorges-de-la-Rivière-Malbaie w Charlevoix na wysokości 823 m n.p.m., jej bieg kończy się w mieście Baie-Saint-Paul, gdzie uchodzi do Rzeki Świętego Wawrzyńca.